# Baksjön (Hackås socken, Jämtland)
Baksjön är en sjö i Bergs kommun och Bräcke kommun i Jämtland och ingår i Indalsälvens huvudavrinningsområde. Sjön har en area på 0,857 kvadratkilometer och ligger 412,1 meter över havet. Sjön avvattnas av vattendraget Billstaån.

## Delavrinningsområde
Baksjön ingår i det delavrinningsområde (695302-145190) som SMHI kallar för Utloppet av Baksjön. Medelhöjden är 455 meter över havet och ytan är 14,39 kvadratkilometer. Det finns inga avrinningsområden uppströms utan avrinningsområdet är högsta punkten. Billstaån som avvattnar avrinningsområdet har biflödesordning 2, vilket innebär att vattnet flödar genom totalt 2 vattendrag innan det når havet efter 313 kilometer. Avrinningsområdet består mestadels av skog (81 procent). Avrinningsområdet har 1,12 kvadratkilometer vattenytor vilket ger det en sjöprocent på 7,8 procent.